# الحديقة الوطنية بإشكل

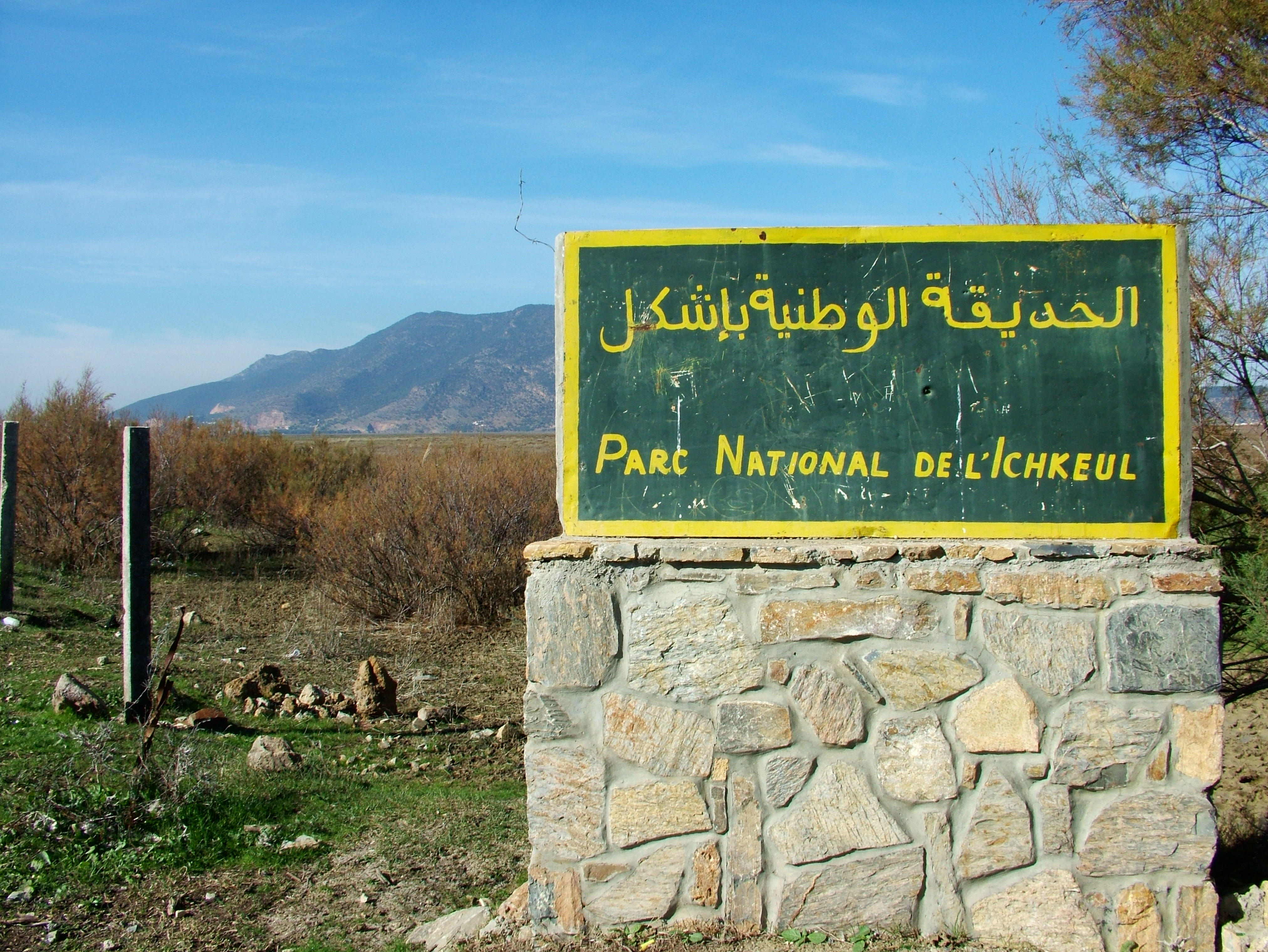

الحديقة الوطنية بإشكل هي إحدى المحميات الطبيعية في تونس. تأسست الحديقة سنة 1980. تقع في ولاية بنزرت على بعد 70 كلم شمال شرقي تونس العاصمة وعلى مسافة 25 كلم جنوب غربي بنزرت وعن مدينة ماطر 15 كلم. تبلغ مساحتها 12600 هكتار تتوزع بين البحيرة (8500 هكتار) والجبل (1360 هكتار) والسباخ (2740 هكتار).
وهي تحوي هذه الحديقة 600 نوع من النباتات، و 200 ألف إلى 300 ألف من الطيور المائية المشتية تنتمي إلى 180 نوعٍ مختلف.
وقع ترسيم المحمية بقائمة «محميات الكائنات الحية ومحيطها»، وبالتالي فهي توجد على قائمة التراث الدولي الطبيعي والثقافي لليونسكو منذ 1991.
وهي الموقع الطبيعي الوحيد في العالم، المرسّم بالاتفاقيات الدولية الثلاث لحماية الطبيعة، وهي:
- اتفاقية «رمسار» حول المناطق الرطبة ذات الأهمية الدولية.
- اتفاقية «التراث العالمي لليونسكو».
- اتفاقية «الإنسان والمحيط الحيوي» (اليونسكو).

تمثل بحيرة إشكل مصباً لستة أنواع رئيسية من المياه العذبة القادمة من وادي دويميس، وادي سجنان، وادي ملاح، وادي غزالة، وادي جومين وادي تيجنة.

تمتاز البحيرة بفوارق مستوى الماء والملوحة فيها. ففي الشتاء تصب ستة أودية بمياهها في البحيرة، متسببة في ارتفاع مستوى الماء فيها وانخفاض في نسبة الملوحة إذ يصبح ماؤها عذبا، أما في الصيف، عندما تنضب الأودية، وتحت تأثير التبخر، ينخفض مستوى مياهها. فيدخل ماء البحر فيها عبر وادي تينجة من جهة بنزرت وترتفع بذلك ملوحة البحيرة إلى درجة تفوق ملوحة البحر إلى حدّ 50 غ/ ل في نهاية الصيف.

## الأودية
وادي دويميس – وادي سجنان - وادي المالح - وادي غزالة - وادي جومين - وادي التين.
ملاحظة: ترتبط بحيرة «إشكل» ببحيرة «بنزرت» عن طريق قنال وادي تينجة.

## السدود
لتأمين حاجيات البلاد التونسية من المياه، أقيمت ثلاث سدود فوق الوديان، مما يخفض من كمية المياه التي تصب في البحيرة. وهناك دراسات بصدد الإعداد قصد صيانة البحيرة، تهدف إلى توزيع محكم وعادل للمياه على مختلف المستهلكين.

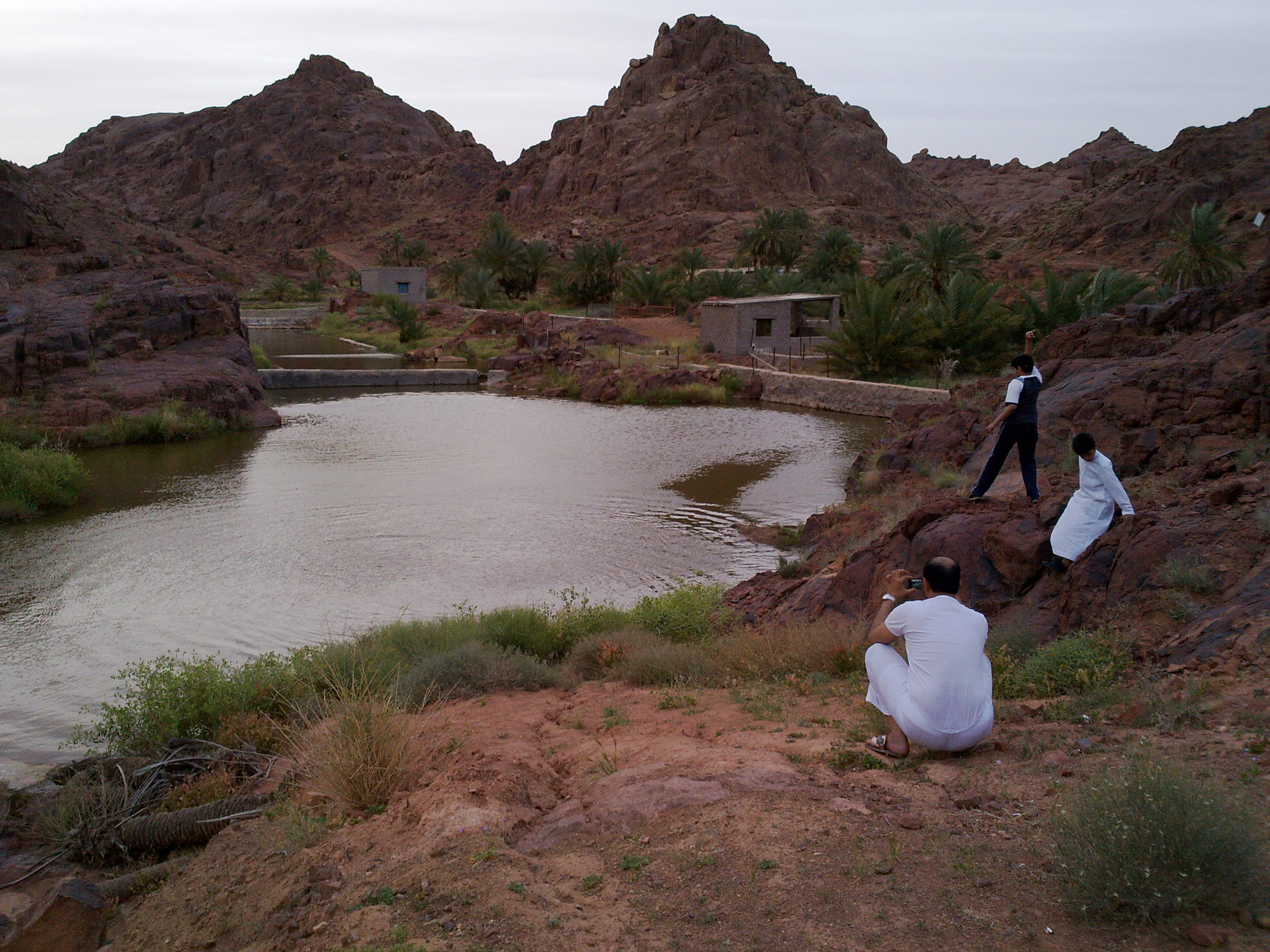

لقد كانت المحمية آهلة منذ العصور الغابرة، وحاليا تعيش فيها 130 عائلة، كما نجد فيها أصنافا من المتحجرات وموقعا أثريا رومانيا.

## التنوع الحيوي
تعتبر المحمية من أهم مواقع البحر المتوسط التي تقصدها الطيور للتشتي. ففي المحمية نجد 180 فصيلة من الطيور علاوة على 20 نوعا من الثدييات.

### الأزهار والنباتات
يتباهى جبل إشكل في فصل الربيع بعرض العديد من أنواع الزهور والنباتات بدءا بأشجار الخروب إلى زهور مريم، مرورا بالسحلبيات البديعة. وتضم المحمية أكثر من 500 نوعا من النباتات.

### الطيور
تعج المحمية في فصل الشتاء بالطيور المهاجرة القادمة إليها من أوروبا وإفريقيا. ويناهز عددها في ذروة الفصل 200000. فنشاهد البط الصفار والعفاس الأحمر، والعديد من الطيور المائية والبطيات كالغرة ، والإوز الرمادي «وهو شعار المحمية» كما توجد هناك طيور مقيمة وأخرى معششة خاصة من الجوارح والجواثم.
وبما أن الطيور تعيش وتتغذى في محمية اشكل مدة إقامتها، يمكن القول بأن المحمية تقدم لها «إقامة كاملة» مدة عطلتها الشتوية. هذه الطيور القادمة من أماكن متباعدة يدفعها حنينها للعودة سنويا إلى محمية إشكل، أين تستعيد من سخاء الطبيعة صحتها وطاقتها.

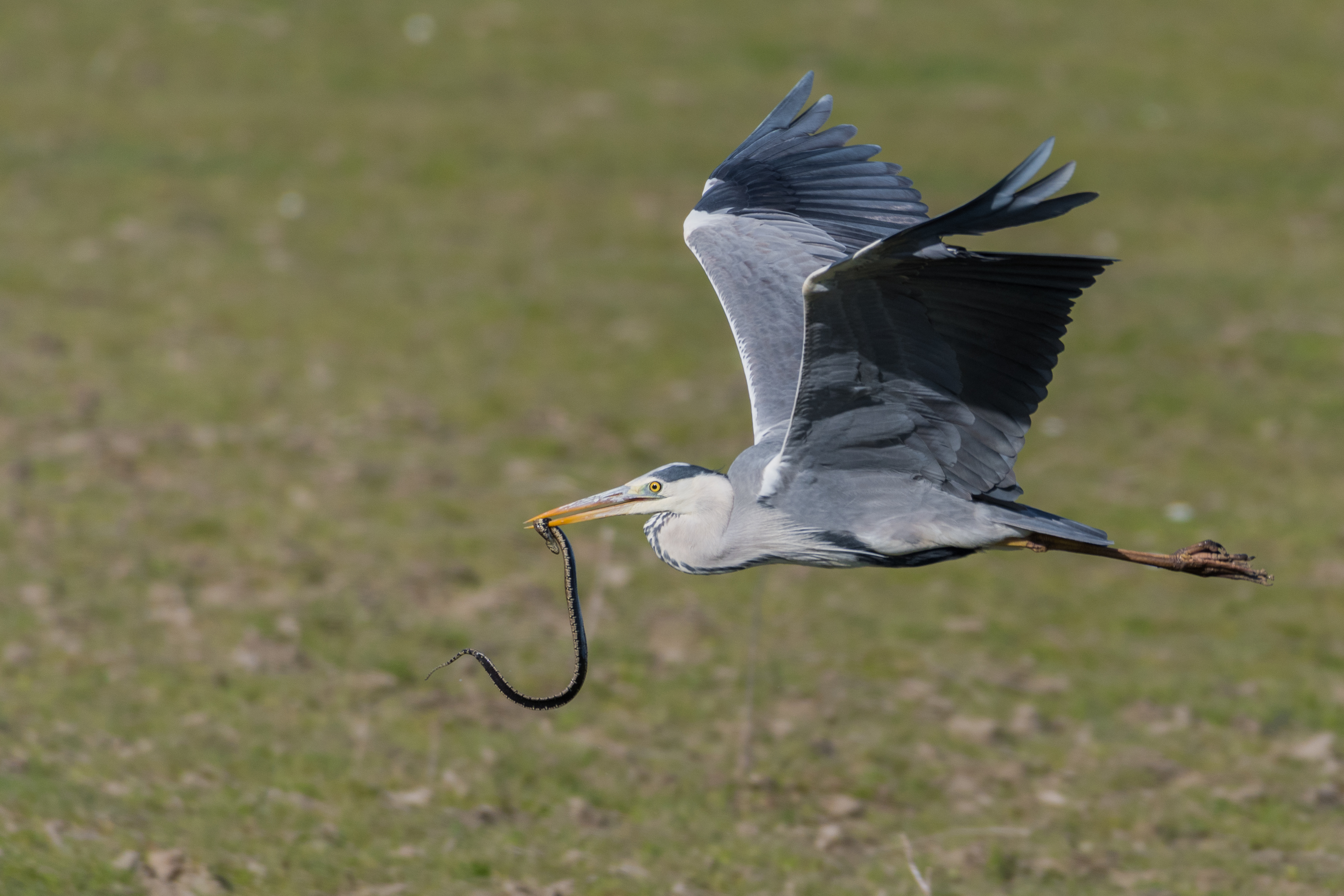
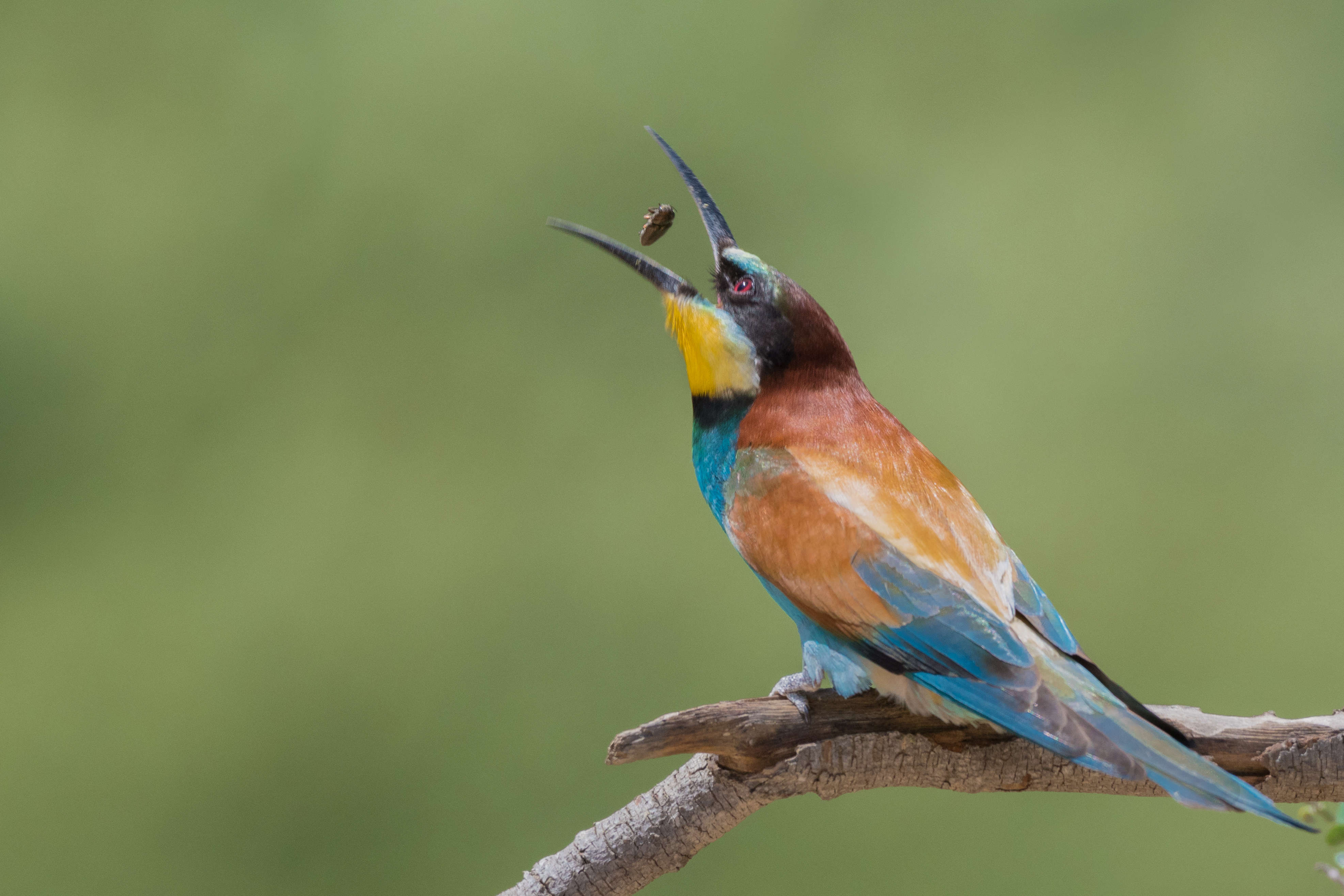
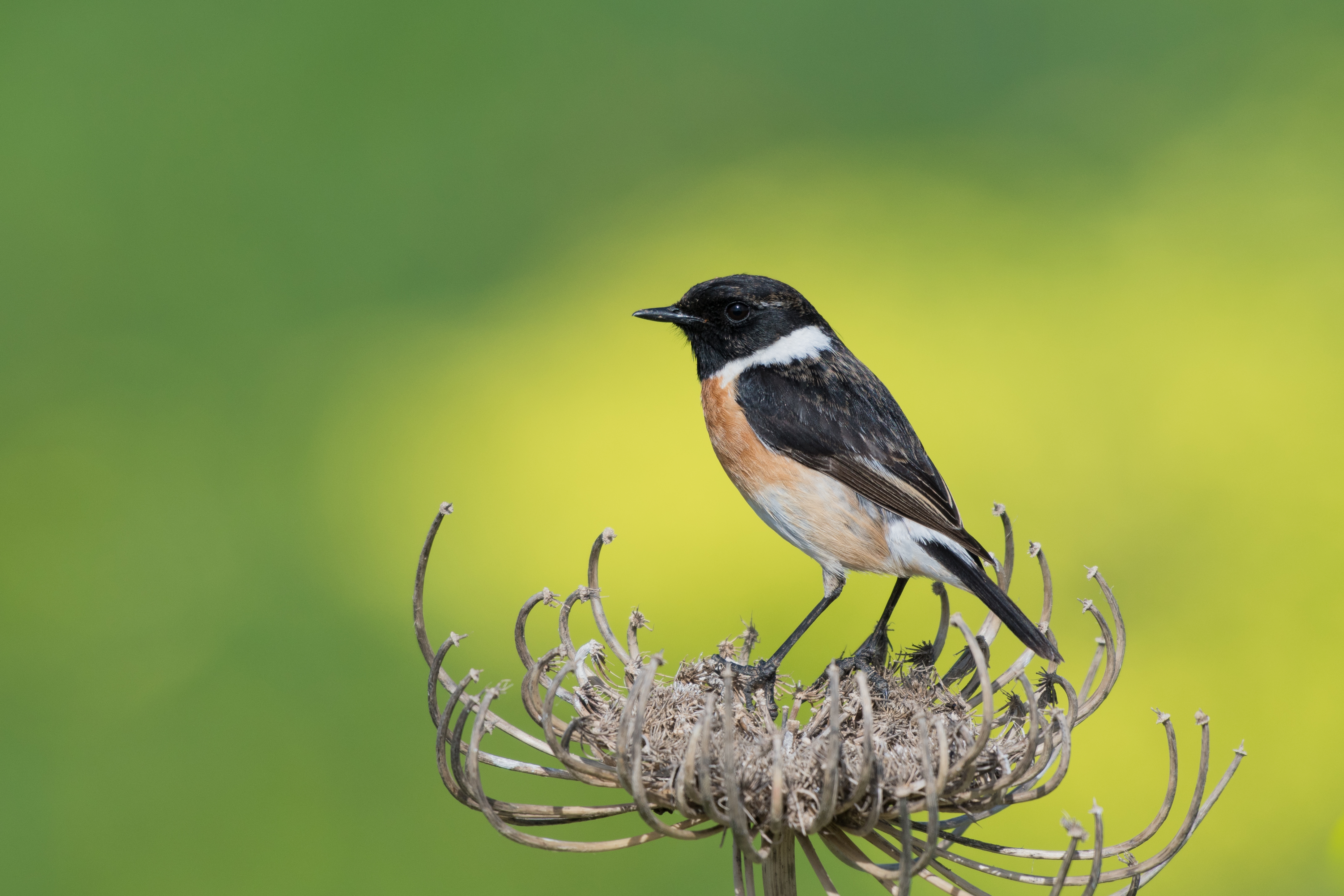
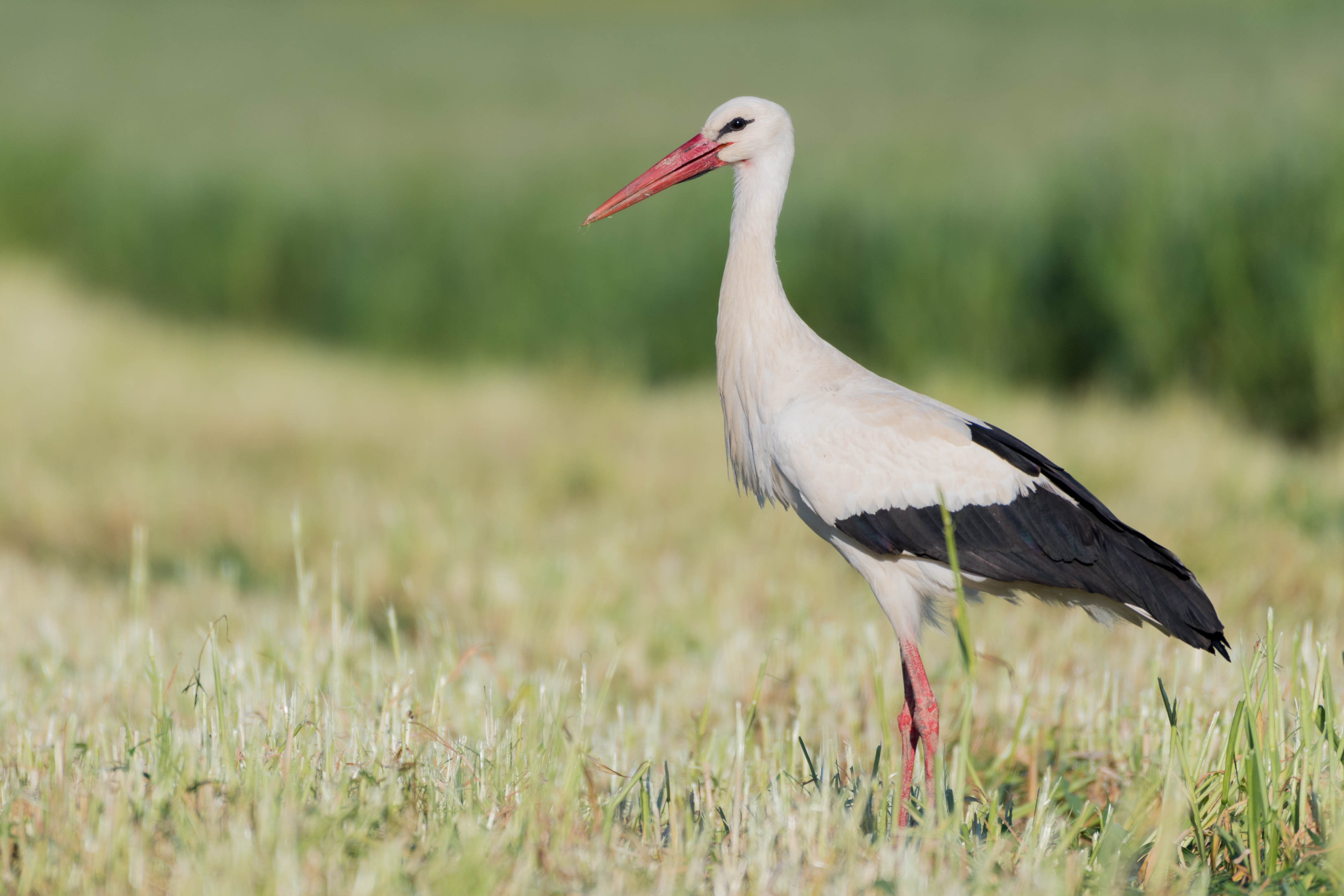
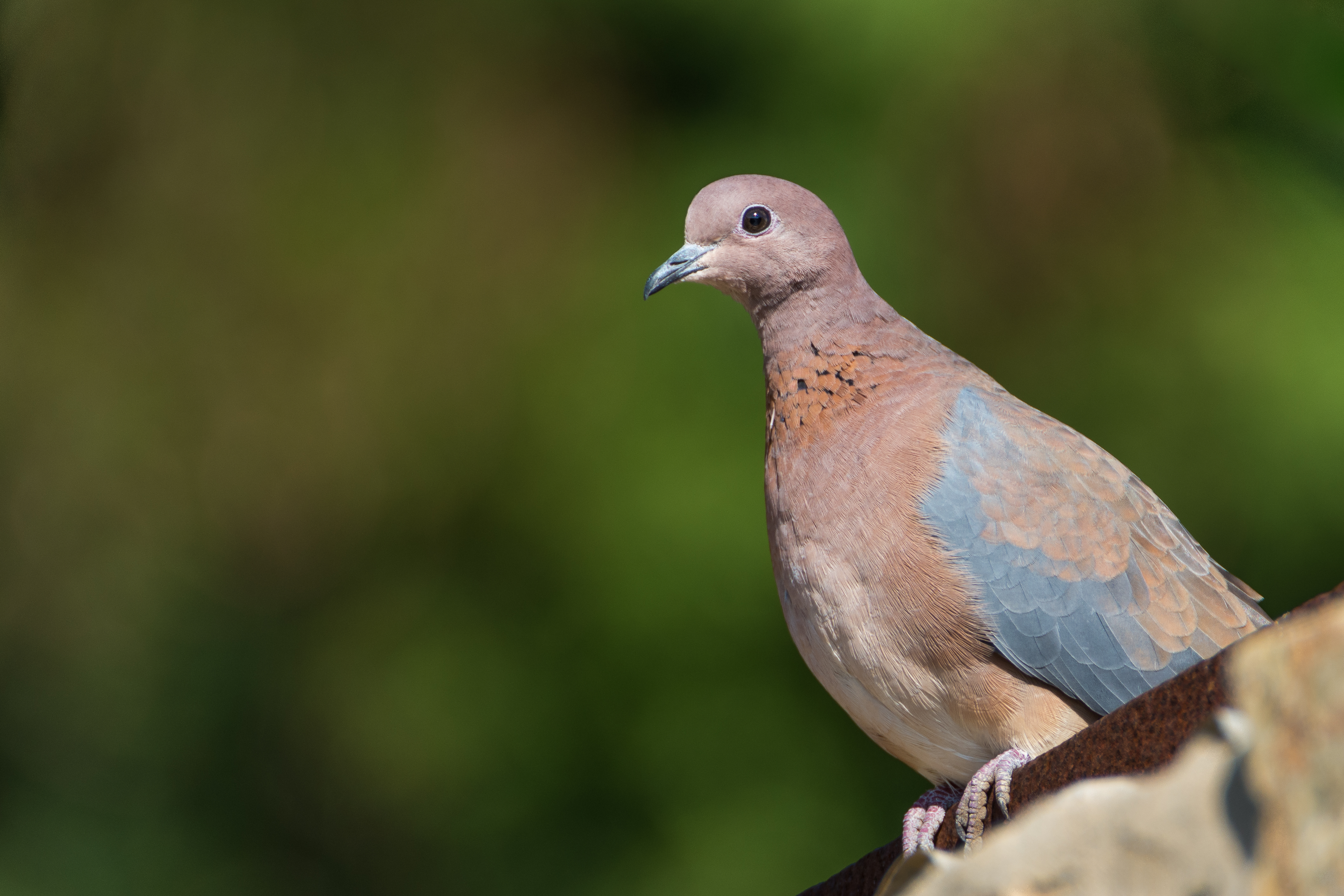

### الجاموس
يبقى أصل جاموس محمية إشكل غير محدد، يقول البعض بأن العثمانيين قد أدخلوه إلى البلاد، بينما يؤكد البعض الآخر بأن إيطاليا كانت قدمته هدية إلى أحمد باي حوالي 1840، هذا الحيوان يصل معدل وزنه إلى 500 كلغ، وهو مشاكس الطبع للغاية.

### الحيوانات الأخرى
في وادي «عين العتروس» وعلى السفح الشمالي لجبل أشكل توجد مغارة هي بمثابة إقامة دائمة لجالية هامة من الخفافيش. وبالإمكان أيضا مشاهدة كلاب الماء والسلاحف والخنازير والثعالب وحيوانات أخرى بشرط التحلي بالصبر والصمت.

## عيون المياه المعدنية
توجد بمحمية إشكل العديد من العيون الحارة الكبريتية، أشهرها «عين النقراز». لكن تجدر الإشارة إلى أن سرعة تدفق المياه فيها ضعيفة كما لا ينصح باستغلالها لأسباب صحية.

## المتحف البيئي
بني المتحف البيئي فوق هضبة تطل على البحيرة، وهو يضم معرضا وثائقيا يعرف بطريقة عمل المنظومة البيئية لأشكل، ويمكننا عبر نوافذه من التمتع بعروض الطيور وهي تحلق فوق البحيرة والسباخ. كما يوجد بجوار المتحف وتحت ظلال أشجار الزياتين والخروب فضاءات للنزهة. في صيف سنة 1994 وقع افتتاح مركز للبيئة في مدخل المحمية، يحتوي على مقهى ومطعم ودكان ومخابر ومكاتب.